# 황제의 영혼
《황제의 영혼》(영어: The Emperor's Soul)은 브랜던 샌더슨의 2012년 중편 판타지 소설이다. 작가의 데뷔작 《엘란트리스》의 설정을 바탕으로, 영혼을 복제할 수 있는 '포저'가 죽은 황제의 영혼을 복제하게 된다는 이야기이다. 대한민국에는 새파란상상에서 노은아 번역으로 출간되었다. 2013년 휴고상을 수상했다.